# Via del Capitano
Via del Capitano è una direttrice principale di uno dei terzi di città di Siena. Collega piazza del Duomo a Castelvecchio, i due più importanti nuclei della città altomedievale. Deve il suo nome al palazzo del Capitano del Popolo che dal duecento insiste sulla via.

## Descrizione
Tipica strada dall'aspetto medievale, vi si affacciano alcuni palazzi di pregio, come il palazzo Chigi alla Postierla, cinquecentesco, che oggi ospita la Soprintendenza ai beni artistici e storici delle province di Siena e Grosseto, e  palazzo Bardi alla Postierla. La postierla altro non era che l'antica Porta Oria della prima cerchia muraria, che venne poi inglobata nell'ampliamento del XII-XIII secolo, diventando una porta secondaria, appunto una postierla, dando il nome alla vicina piazza di Postierla.
Al civico 15 il palazzo del Capitano del Popolo, già residenza del Capitano di Guerra e del Capitano di Giustizia, è oggi sede della Facoltà di Economia dell'Università di Siena. Sorto alla fine del duecento in stile gotico, il palazzo ha un aspetto severo, con aggiunte ottecentesche quali la merlatura e gli stemmi in facciata.